# Didiniidae
Famille
Les Didiniidae sont une famille de Ciliés de la classe des Gymnostomatea et de l'ordre des Haptorida.

## Étymologie
Le nom de la famille vient du genre type Didinium, formé du préfixe di-, deux, du grec δίνη / dini, « tourbillon, vortex », suffixé de la désinence latine -ium, « relatif à », littéralement « qui possède deux tourbillons », en référence à la présence de deux bandes de cils autour de l'animalcule.

## Description
Kahl décrit ainsi le genre type 

« Didinium chlorelligerum Kahl, 1935. Animalcule de 100 μm, globuleux, à bec pointu contenant des trichocystes courts (8 μm) à l'extrémité et des trichites longs (40 μm) délicats s'ouvrant à mi-hauteur. Ectoplasme avec des protrichocystes en forme de bâtonnet extrêmement délicats. Entoplasme sombre, contenant toujours des zoochlorelles (algue verte). »

Didinium ressemble à un tonneau (ou à une toupie). L'ouverture buccale n'est pas permanente et ne se forme que lors de l'ingestion de proies ; l'ouverture orale se dilate alors en forme de cône portant la bouche à son sommet. La ciliation est réduite à deux bandes étroites de cils qui encerclent le corps. Le macronucléus est en forme de fer à cheval ou de saucisse. Une vacuole contractile postérieure.

## Habitat et répartition
Didinium est présent aussi bien en eaux douce qu'en eau salée.
Les Didiniidae sont répandus dans toutes les mers et océans.

## Liste des genres
Selon GBIF (17 décembre 2022) :
- Choanostoma Wang, 1931
- Cyclotrichium Meunier, 1910
- Dicyclotrichium Xu, Song & Hu, 2005
- Didinium (en) Stein, 1859 genre type
- Dinophrya Bütschli, 1889
- Liliimorpha Gajevskaia, 1928
- Mesodinium
- Monodinium Fabre-Domergue, 1888

## Systématique
Le nom valide de ce taxon est Didiniidae Poche, 1913.